# 布魯塞爾廣播愛樂

布魯塞爾廣播愛樂（英語：Brussels Philharmonic）是布魯塞爾的一支廣播交響樂團。樂團之前曾使用的名稱包括赫羅特交響樂團（Groot Symfonie-Orkest）、弗拉芒廣播樂團等。其演奏透過弗拉芒地區的公共電台NIR/INR（現VRT）放送。
該團經常在佛兰德地區演出，並且是佛蘭德皇家芭蕾舞團的伴奏樂隊。此外在伦敦、維也納和東京等地也有他們的足跡。
樂團現任的音樂總監是斯特凡納·德內夫。

## 名稱
樂團創立於1935年，起先這支錄音室樂隊是專為公共節目而設。當時團名稱為赫羅特交響樂團。1998年起獨立運作，更名為弗拉芒廣播樂團。2008年開始使用現名迄今。

## 歷史

### 近期活動
現任總監斯特凡納·德內夫的任期始於2015年樂季，他的一大重點活動是被稱為「未來管弦樂作品中心」（Centre for Future Orchestral Repertoire, CffOR）的邀稿企劃，大力襄助當代音樂和新作品的創作。2017年，樂團在德內夫的率領下，擔任伊麗莎白王后比賽的協奏。2019年3月，德內夫率布魯塞爾廣播愛樂初次在卡內基廳亮相。2020年9月，與當地機構合作，開始在布魯塞爾地區進行音樂會實時轉播。德內夫預計在2021年樂季結束後離任。
另方面，大野和士在2021年第一次指揮這支樂團。童年9月，團指雙方便達成協議，大野將出任樂團的新任音樂總監，自2022年樂季始任。此外，伊蘭·沃爾科夫將擔任首席客座指揮。後者的任命在2022年2月對外公告，其任期同樣起自2022年樂季。

## 人物
歷任音樂總監：
- Fernand Terby（1978年–1988年）
- Alexander Rahbari（1988年–1996年）
- Frank Shipway（1996年–2001年）
- Yoel Levi（2001年–2007年）
- Michel Tabachnik（2008年–2015年）
- 斯特凡納·德內夫（現任，2015年始任）
- 大野和士（候任，2022年9月上任）

## 作品

### 錄音節選
樂團和華納、德意志留聲機等品牌均有合作。他們的錄音曾獲得法國金叉獎等重要獎項。在斯特凡納·德內夫的領導下，布魯塞爾廣播愛樂所錄製的科內松、普罗科菲耶夫作品皆屬佳作。
- 普罗科菲耶夫：浪漫組曲，2017年

2011年起，樂團推出自有唱片品牌，也有不少作品。
- 德布西：交響詩集《海》，Michel Tabachnik指揮，2011年
- 德沃乍克：《新世界》，Michel Tabachnik指揮，2012年2月
- 柴科夫斯基：《悲愴》，Michel Tabachnik指揮，2012年9月
- 史特拉汶斯基：《春之祭典》，Michel Tabachnik指揮，2013年1月

### 當代音樂新作
- 電影《飞行者》配樂，2004年
- 電影《藝術家》配樂，2011年
- 最終幻想15配樂，2017年

## 展演場地
2005年遷入弗拉吉文化中心，作主要演出場館使用。另外，他們也會在博扎美術中心舉行音樂會。

## 外部連結
- 官方网站（荷兰文）（英文）（法文）
- Brussels Philharmonic在互联网电影资料库（IMDb）上的資料（英文）
- 布魯塞爾廣播愛樂的Discogs页面（英文）
- 斯特凡納·德內夫的個人網站 （页面存档备份，存于）
- 弗拉吉文化中心的網站存檔